# Troféu Laigueglia de 2023
A 60.ª edição da clássica de ciclismo Troféu Laigueglia foi uma corrida na Itália que se celebrou a 1 de março de 2023 sobre um percurso de 201,3 quilómetros com início e final na cidade de Laigueglia .
A corrida fez parte do UCI ProSeries de 2023, calendário ciclístico mundial de segunda divisão, dentro da categoria UCI 1.pro e foi vencida pelo francês Nans Peters do AG2R Citroën. Completaram o pódio, como segundo e terceiro classificado respectivamente, os italianos Andrea Vendrame, da mesma equipa que o vencedor, e Alessandro Covi do UAE Emirates.

## Equipas participantes
Tomaram parte na corrida 20 equipas: 9 de categoria UCI WorldTeam, 6 de categoria UCI ProTeam e 5 de categoria Continental. Formaram assim um pelotão de 135 ciclistas dos que acabaram 35. As equipas participantes foram:
| Equipes WorldTeam (9)- AG2R Citroën Team - Cofidis - EF Education-EasyPost - Groupama-FDJ - Ineos Grenadiers - Intermarché-Circus-Wanty - Arkéa-Samsic - Trek-Segafredo - UAE Team Emirates Equipes ProTeam (6)- Bingoal WB - Team Corratec - Eolo-Kometa - Green Project-Bardiani CSF-Faizanè - Lotto Dstny - Team Novo Nordisk Equipes Continentais (5)- Beltrami TSA-Tre Colli - Biesse-Carrera - Colpack Ballan - General Store-Essegibi-F.lli Curia - Team Technipes #inEmiliaRomagna |
| |

## Classificação final
- A classificação finalizou da seguinte forma:[3]

| \| Classificação geral \| Classificação geral \| Classificação geral \| Classificação geral \| Classificação geral \| \| Ciclista \| Ciclista \| Equipe \| Tempo \| \| \| ------------------- \| ------------------- \| ------------------------ \| ------------------- \| ------------------- \| \| 1. \| Nans Peters \| AG2R Citroën Team \| 5h08m28s \| \| \| 2. \| Andrea Vendrame \| AG2R Citroën Team \| + 46s \| \| \| 3. \| Alessandro Covi \| UAE Team Emirates \| + 46s \| \| \| 4. \| Lorenzo Rota \| Intermarché-Circus-Wanty \| + 46s \| \| \| 5. \| Clément Champoussin \| Arkéa-Samsic \| + 46s \| \| \| 6. \| Romain Grégoire \| Groupama-FDJ \| + 46s \| \| \| 7. \| Alexander Cepeda \| EF Education-EasyPost \| + 50s \| \| \| 8. \| Benoît Cosnefroy \| AG2R Citroën Team \| + 1m33s \| \| \| 9. \| Diego Ulissi \| UAE Team Emirates \| + 1m46s \| \| \| 10. \| Georg Zimmermann \| Intermarché-Circus-Wanty \| + 1m55s \| \| |                     |                          |          |
| |                     |                          |          |
| Fonte: ProCyclingStats |                     |                          |          |
| Classificação geral |                     |                          |          |
| Ciclista | Ciclista            | Equipe                   | Tempo    |
| 1. | Nans Peters         | AG2R Citroën Team        | 5h08m28s |
| 2. | Andrea Vendrame     | AG2R Citroën Team        | + 46s    |
| 3. | Alessandro Covi     | UAE Team Emirates        | + 46s    |
| 4. | Lorenzo Rota        | Intermarché-Circus-Wanty | + 46s    |
| 5. | Clément Champoussin | Arkéa-Samsic             | + 46s    |
| 6. | Romain Grégoire     | Groupama-FDJ             | + 46s    |
| 7. | Alexander Cepeda    | EF Education-EasyPost    | + 50s    |
| 8. | Benoît Cosnefroy    | AG2R Citroën Team        | + 1m33s  |
| 9. | Diego Ulissi        | UAE Team Emirates        | + 1m46s  |
| 10. | Georg Zimmermann    | Intermarché-Circus-Wanty | + 1m55s  |

## Ciclistas participantes e posições finais
| UAE Team Emirates UAD | UAE Team Emirates UAD | UAE Team Emirates UAD |
| --------------------- | --------------------- | --------------------- |
| Num                   | Ciclista              | Pos                   |
| 1                     | Alessandro Covi (ITA) | 3.                    |
| 2                     | Ivo Oliveira (POR)    | DNF                   |
| 3                     | Sjoerd Bax (NED)      | DNF                   |
| 4                     | George Bennett (NZL)  | DNF                   |
| 5                     | Ryan Gibbons (RSA)    | 21.                   |
| 6                     | Diego Ulissi (ITA)    | 9.                    |
| 7                     | Michael Vink (NZL)    | DNF                   |

| Intermarché-Circus-Wanty ICW | Intermarché-Circus-Wanty ICW | Intermarché-Circus-Wanty ICW |
| ---------------------------- | ---------------------------- | ---------------------------- |
| Num                          | Ciclista                     | Pos                          |
| 11                           | Francesco Busatto (ITA)      | DNF                          |
| 12                           | Lilian Calmejane (FRA)       | 11.                          |
| 13                           | Rui Costa (POR)              | DNF                          |
| 14                           | Biniam Girmay (ERI)          | DNF                          |
| 15                           | Laurens Huys (BEL)           | DNF                          |
| 16                           | Lorenzo Rota (ITA)           | 4.                           |
| 17                           | Georg Zimmermann (GER)       | 10.                          |

| Ineos Grenadiers IGD | Ineos Grenadiers IGD             | Ineos Grenadiers IGD |
| -------------------- | -------------------------------- | -------------------- |
| Num                  | Ciclista                         | Pos                  |
| 21                   | Leo Hayter (GBR)                 | DNF                  |
| 22                   | Kim Heiduk (GER)                 | DNF                  |
| 23                   | Michael Leonard (CAN)            | DNF                  |
| 24                   | Brandon Rivera (COL)             | DNF                  |
| 25                   | Carlos Rodríguez (ESP) (estrada) | 15.                  |

| Cofidis COF | Cofidis COF              | Cofidis COF |
| ----------- | ------------------------ | ----------- |
| Num         | Ciclista                 | Pos         |
| 31          | Simone Consonni (ITA)    | DNF         |
| 32          | Alexandre Delettre (FRA) | DNF         |
| 33          | Eddy Finé (FRA)          | DNF         |
| 34          | Victor Lafay (FRA)       | 16.         |
| 35          | Axel Mariault (FRA)      | DNF         |
| 36          | Rémy Rochas (FRA)        | DNF         |
| 37          | Harrison Wood (GBR)      | 28.         |

| Trek-Segafredo TFS | Trek-Segafredo TFS           | Trek-Segafredo TFS |
| ------------------ | ---------------------------- | ------------------ |
| Num                | Ciclista                     | Pos                |
| 41                 | Dario Cataldo (ITA)          | DNF                |
| 42                 | Giulio Ciccone (ITA)         | DNF                |
| 43                 | Amanuel Gebrezgabihier (ERI) | DNF                |
| 44                 | Markus Hoelgaard (NOR)       | DNF                |
| 45                 | Bauke Mollema (NED)          | DNF                |
| 46                 | Natnael Tesfatsion (ERI)     | DNF                |

| Groupama-FDJ GFC | Groupama-FDJ GFC        | Groupama-FDJ GFC |
| ---------------- | ----------------------- | ---------------- |
| Num              | Ciclista                | Pos              |
| 51               | Lorenzo Germani (ITA)   | 12.              |
| 52               | Romain Grégoire (FRA)   | 6.               |
| 53               | Mathieu Ladagnous (FRA) | DNF              |
| 54               | Lenny Martinez (FRA)    | 35.              |
| 55               | Rudy Molard (FRA)       | 18.              |
| 56               | Enzo Paleni (FRA)       | DNF              |
| 57               | Thibaut Pinot (FRA)     | DNF              |

| AG2R Citroën Team ACT | AG2R Citroën Team ACT        | AG2R Citroën Team ACT |
| --------------------- | ---------------------------- | --------------------- |
| Num                   | Ciclista                     | Pos                   |
| 61                    | Alex Baudin (FRA)            | 19.                   |
| 62                    | Benoît Cosnefroy (FRA)       | 8.                    |
| 63                    | Jaakko Hänninen (FIN)        | DNF                   |
| 64                    | Valentin Paret-Peintre (FRA) | DNF                   |
| 65                    | Nans Peters (FRA)            | 1.                    |
| 66                    | Andrea Vendrame (ITA)        | 2.                    |
| 67                    | Clément Venturini (FRA)      | 31.                   |

| EF Education-EasyPost EFE | EF Education-EasyPost EFE     | EF Education-EasyPost EFE |
| ------------------------- | ----------------------------- | ------------------------- |
| Num                       | Ciclista                      | Pos                       |
| 71                        | Alberto Bettiol (ITA)         | DNF                       |
| 72                        | Jonathan Caicedo (ECU)        | DNF                       |
| 73                        | Alexander Cepeda (ECU)        | 7.                        |
| 74                        | Odd Christian Eiking (NOR)    | 25.                       |
| 75                        | Merhawi Kudus (ERI) (estrada) | 29.                       |
| 76                        | Mark Padun (UKR)              | DNF                       |
| 77                        | Andrea Piccolo (ITA)          | 13.                       |

| Arkéa-Samsic ARK | Arkéa-Samsic ARK          | Arkéa-Samsic ARK |
| ---------------- | ------------------------- | ---------------- |
| Num              | Ciclista                  | Pos              |
| 81               | Clément Champoussin (FRA) | 5.               |
| 82               | Louis Barré (FRA)         | DNF              |
| 83               | Ewen Costiou (FRA)        | 14.              |
| 84               | Élie Gesbert (FRA)        | DNF              |
| 86               | Laurent Pichon (FRA)      | DNF              |
| 87               | Alessandro Verre (ITA)    | DNF              |

| Green Project-Bardiani CSF-Faizanè BCF | Green Project-Bardiani CSF-Faizanè BCF | Green Project-Bardiani CSF-Faizanè BCF |
| -------------------------------------- | -------------------------------------- | -------------------------------------- |
| Num                                    | Ciclista                               | Pos                                    |
| 91                                     | Luca Covili (ITA)                      | 22.                                    |
| 93                                     | Alessio Martinelli (ITA)               | DNF                                    |
| 94                                     | Henok Mulubrhan (ERI)                  | DNF                                    |
| 95                                     | Giulio Pellizzari (ITA)                | 34.                                    |
| 96                                     | Alessandro Pinarello (ITA)             | 32.                                    |
| 97                                     | Alessandro Santaromita (ITA)           | DNF                                    |

| Bingoal WB BWB | Bingoal WB BWB            | Bingoal WB BWB |
| -------------- | ------------------------- | -------------- |
| Num            | Ciclista                  | Pos            |
| 101            | Floris De Tier (BEL)      | DNF            |
| 102            | Rémy Mertz (BEL)          | DNF            |
| 103            | Dimitri Peyskens (BEL)    | DNF            |
| 104            | Lennert Teugels (BEL)     | 27.            |
| 105            | Marco Tizza (ITA)         | 23.            |
| 106            | Luca Van Boven (BEL)      | DNF            |
| 107            | Aaron Van der Beken (BEL) | DNF            |

| Team Corratec COR | Team Corratec COR       | Team Corratec COR |
| ----------------- | ----------------------- | ----------------- |
| Num               | Ciclista                | Pos               |
| 111               | Valerio Conti (ITA)     | DNF               |
| 112               | Davide Baldaccini (ITA) | DNF               |
| 113               | Stefano Gandin (ITA)    | DNF               |
| 114               | Marco Murgano (ITA)     | DNF               |
| 115               | Jan Stöckli (SUI)       | DNF               |
| 116               | Veljko Stojnić (SRB)    | DNF               |
| 117               | Germán Tivani (ARG)     | 33.               |

| Eolo-Kometa EOK | Eolo-Kometa EOK           | Eolo-Kometa EOK |
| --------------- | ------------------------- | --------------- |
| Num             | Ciclista                  | Pos             |
| 121             | Lorenzo Fortunato (ITA)   | 26.             |
| 122             | Davide Bais (ITA)         | DNF             |
| 123             | Alessandro Fancellu (ITA) | DNF             |
| 124             | Andrea Garosio (ITA)      | DNF             |
| 125             | Francesco Gavazzi (ITA)   | 20.             |
| 126             | Davide Piganzoli (ITA)    | DNF             |
| 127             | Simone Raccani (ITA)      | DNF             |

| Lotto Dstny LTD | Lotto Dstny LTD           | Lotto Dstny LTD |
| --------------- | ------------------------- | --------------- |
| Num             | Ciclista                  | Pos             |
| 131             | Johannes Adamietz (GER)   | DNF             |
| 132             | Ramses Debruyne (BEL)     | 24.             |
| 133             | Arjen Livyns (BEL)        | DNF             |
| 134             | Sylvain Moniquet (BEL)    | 17.             |
| 135             | Mathijs Paasschens (NED)  | DNF             |
| 136             | Lennert Van Eetvelt (BEL) | NP              |
| 137             | Maxim Van Gils (BEL)      | DNF             |

| Team Novo Nordisk TNN | Team Novo Nordisk TNN | Team Novo Nordisk TNN |
| --------------------- | --------------------- | --------------------- |
| Num                   | Ciclista              | Pos                   |
| 141                   | Hamish Beadle (NZL)   | DNF                   |
| 142                   | Joonas Henttala (FIN) | DNF                   |
| 143                   | Declan Irvine (AUS)   | DNF                   |
| 144                   | Matyáš Kopecký (CZE)  | DNF                   |
| 145                   | Andrea Peron (ITA)    | DNF                   |
| 146                   | Umberto Poli (ITA)    | DNF                   |
| 147                   | Filippo Ridolfo (ITA) | DNF                   |

| Team Technipes #inEmiliaRomagna TER | Team Technipes #inEmiliaRomagna TER | Team Technipes #inEmiliaRomagna TER |
| ----------------------------------- | ----------------------------------- | ----------------------------------- |
| Num                                 | Ciclista                            | Pos                                 |
| 151                                 | Emanuele Ansaloni (ITA)             | DNF                                 |
| 152                                 | Davide Dapporto (ITA)               | DNF                                 |
| 153                                 | Romaric Forqués (FRA)               | DNF                                 |
| 154                                 | Andrea Innocenti (ITA)              | DNF                                 |
| 155                                 | Alessandro Monaco (ITA)             | DNF                                 |
| 156                                 | Martin Nessler (ITA)                | DNF                                 |
| 157                                 | Gabriele Petrelli (ITA)             | DNF                                 |

| General Store-Essegibi-F.lli Curia GEF | General Store-Essegibi-F.lli Curia GEF | General Store-Essegibi-F.lli Curia GEF |
| -------------------------------------- | -------------------------------------- | -------------------------------------- |
| Num                                    | Ciclista                               | Pos                                    |
| 161                                    | Michele Berasi (ITA)                   | DNF                                    |
| 162                                    | Tommaso Bergagna (ITA)                 | DNF                                    |
| 163                                    | Gianmarco Carpene (ITA)                | DNF                                    |
| 164                                    | Samuele Carpene (ITA)                  | DNF                                    |
| 165                                    | Carlo Francesco Favretto (ITA)         | DNF                                    |
| 166                                    | Kevin Pezzo Rosola (ITA)               | DNF                                    |
| 167                                    | Diego Ressi (ITA)                      | DNF                                    |

| Colpack-Ballan CPK | Colpack-Ballan CPK            | Colpack-Ballan CPK |
| ------------------ | ----------------------------- | ------------------ |
| Num                | Ciclista                      | Pos                |
| 171                | Luca Cretti (ITA)             | DNF                |
| 172                | Diego Bracalente (ITA)        | DNF                |
| 173                | Florian Samuel Kajamini (ITA) | DNF                |
| 174                | Sergio Meris (ITA)            | DNF                |
| 175                | Nicolas Milesi (ITA)          | DNF                |
| 176                | Pavel Novák (CZE)             | DNF                |
| 177                | Ronan O'Connor (IRL)          | DNF                |

| Biesse-Carrera BIE | Biesse-Carrera BIE         | Biesse-Carrera BIE |
| ------------------ | -------------------------- | ------------------ |
| Num                | Ciclista                   | Pos                |
| 181                | Michael Belleri (ITA)      | DNF                |
| 182                | Pierelis Belletta (ITA)    | DNF                |
| 183                | Riccardo Ciuccarelli (ITA) | DNF                |
| 184                | Anders Foldager (DEN)      | 30.                |
| 185                | Francesco Galimberti (ITA) | DNF                |
| 186                | Lorenzo Galimberti (ITA)   | DNF                |
| 187                | Giacomo Villa (ITA)        | DNF                |

| Beltrami TSA-Tre Colli BTC | Beltrami TSA-Tre Colli BTC | Beltrami TSA-Tre Colli BTC |
| -------------------------- | -------------------------- | -------------------------- |
| Num                        | Ciclista                   | Pos                        |
| 191                        | Andrea Biancalani (ITA)    | NP                         |
| 192                        | Matteo Freddi (ITA)        | DNF                        |
| 193                        | Thomas Pesenti (ITA)       | DNF                        |
| 194                        | Lucio Pierantozzi (ITA)    | DNF                        |
| 195                        | Andrea Piras (ITA)         | DNF                        |
| 196                        | Alex Raimondi (ITA)        | DNF                        |
| 197                        | Michael Vanni (ITA)        | DNF                        |

| UAE Team Emirates UAD | UAE Team Emirates UAD | UAE Team Emirates UAD |
| --------------------- | --------------------- | --------------------- |
| Num                   | Ciclista              | Pos                   |
| 1                     | Alessandro Covi (ITA) | 3.                    |
| 2                     | Ivo Oliveira (POR)    | DNF                   |
| 3                     | Sjoerd Bax (NED)      | DNF                   |
| 4                     | George Bennett (NZL)  | DNF                   |
| 5                     | Ryan Gibbons (RSA)    | 21.                   |
| 6                     | Diego Ulissi (ITA)    | 9.                    |
| 7                     | Michael Vink (NZL)    | DNF                   |

| Intermarché-Circus-Wanty ICW | Intermarché-Circus-Wanty ICW | Intermarché-Circus-Wanty ICW |
| ---------------------------- | ---------------------------- | ---------------------------- |
| Num                          | Ciclista                     | Pos                          |
| 11                           | Francesco Busatto (ITA)      | DNF                          |
| 12                           | Lilian Calmejane (FRA)       | 11.                          |
| 13                           | Rui Costa (POR)              | DNF                          |
| 14                           | Biniam Girmay (ERI)          | DNF                          |
| 15                           | Laurens Huys (BEL)           | DNF                          |
| 16                           | Lorenzo Rota (ITA)           | 4.                           |
| 17                           | Georg Zimmermann (GER)       | 10.                          |

| Ineos Grenadiers IGD | Ineos Grenadiers IGD             | Ineos Grenadiers IGD |
| -------------------- | -------------------------------- | -------------------- |
| Num                  | Ciclista                         | Pos                  |
| 21                   | Leo Hayter (GBR)                 | DNF                  |
| 22                   | Kim Heiduk (GER)                 | DNF                  |
| 23                   | Michael Leonard (CAN)            | DNF                  |
| 24                   | Brandon Rivera (COL)             | DNF                  |
| 25                   | Carlos Rodríguez (ESP) (estrada) | 15.                  |

| Cofidis COF | Cofidis COF              | Cofidis COF |
| ----------- | ------------------------ | ----------- |
| Num         | Ciclista                 | Pos         |
| 31          | Simone Consonni (ITA)    | DNF         |
| 32          | Alexandre Delettre (FRA) | DNF         |
| 33          | Eddy Finé (FRA)          | DNF         |
| 34          | Victor Lafay (FRA)       | 16.         |
| 35          | Axel Mariault (FRA)      | DNF         |
| 36          | Rémy Rochas (FRA)        | DNF         |
| 37          | Harrison Wood (GBR)      | 28.         |

| Trek-Segafredo TFS | Trek-Segafredo TFS           | Trek-Segafredo TFS |
| ------------------ | ---------------------------- | ------------------ |
| Num                | Ciclista                     | Pos                |
| 41                 | Dario Cataldo (ITA)          | DNF                |
| 42                 | Giulio Ciccone (ITA)         | DNF                |
| 43                 | Amanuel Gebrezgabihier (ERI) | DNF                |
| 44                 | Markus Hoelgaard (NOR)       | DNF                |
| 45                 | Bauke Mollema (NED)          | DNF                |
| 46                 | Natnael Tesfatsion (ERI)     | DNF                |

| Groupama-FDJ GFC | Groupama-FDJ GFC        | Groupama-FDJ GFC |
| ---------------- | ----------------------- | ---------------- |
| Num              | Ciclista                | Pos              |
| 51               | Lorenzo Germani (ITA)   | 12.              |
| 52               | Romain Grégoire (FRA)   | 6.               |
| 53               | Mathieu Ladagnous (FRA) | DNF              |
| 54               | Lenny Martinez (FRA)    | 35.              |
| 55               | Rudy Molard (FRA)       | 18.              |
| 56               | Enzo Paleni (FRA)       | DNF              |
| 57               | Thibaut Pinot (FRA)     | DNF              |

| AG2R Citroën Team ACT | AG2R Citroën Team ACT        | AG2R Citroën Team ACT |
| --------------------- | ---------------------------- | --------------------- |
| Num                   | Ciclista                     | Pos                   |
| 61                    | Alex Baudin (FRA)            | 19.                   |
| 62                    | Benoît Cosnefroy (FRA)       | 8.                    |
| 63                    | Jaakko Hänninen (FIN)        | DNF                   |
| 64                    | Valentin Paret-Peintre (FRA) | DNF                   |
| 65                    | Nans Peters (FRA)            | 1.                    |
| 66                    | Andrea Vendrame (ITA)        | 2.                    |
| 67                    | Clément Venturini (FRA)      | 31.                   |

| EF Education-EasyPost EFE | EF Education-EasyPost EFE     | EF Education-EasyPost EFE |
| ------------------------- | ----------------------------- | ------------------------- |
| Num                       | Ciclista                      | Pos                       |
| 71                        | Alberto Bettiol (ITA)         | DNF                       |
| 72                        | Jonathan Caicedo (ECU)        | DNF                       |
| 73                        | Alexander Cepeda (ECU)        | 7.                        |
| 74                        | Odd Christian Eiking (NOR)    | 25.                       |
| 75                        | Merhawi Kudus (ERI) (estrada) | 29.                       |
| 76                        | Mark Padun (UKR)              | DNF                       |
| 77                        | Andrea Piccolo (ITA)          | 13.                       |

| Arkéa-Samsic ARK | Arkéa-Samsic ARK          | Arkéa-Samsic ARK |
| ---------------- | ------------------------- | ---------------- |
| Num              | Ciclista                  | Pos              |
| 81               | Clément Champoussin (FRA) | 5.               |
| 82               | Louis Barré (FRA)         | DNF              |
| 83               | Ewen Costiou (FRA)        | 14.              |
| 84               | Élie Gesbert (FRA)        | DNF              |
| 86               | Laurent Pichon (FRA)      | DNF              |
| 87               | Alessandro Verre (ITA)    | DNF              |

| Green Project-Bardiani CSF-Faizanè BCF | Green Project-Bardiani CSF-Faizanè BCF | Green Project-Bardiani CSF-Faizanè BCF |
| -------------------------------------- | -------------------------------------- | -------------------------------------- |
| Num                                    | Ciclista                               | Pos                                    |
| 91                                     | Luca Covili (ITA)                      | 22.                                    |
| 93                                     | Alessio Martinelli (ITA)               | DNF                                    |
| 94                                     | Henok Mulubrhan (ERI)                  | DNF                                    |
| 95                                     | Giulio Pellizzari (ITA)                | 34.                                    |
| 96                                     | Alessandro Pinarello (ITA)             | 32.                                    |
| 97                                     | Alessandro Santaromita (ITA)           | DNF                                    |

| Bingoal WB BWB | Bingoal WB BWB            | Bingoal WB BWB |
| -------------- | ------------------------- | -------------- |
| Num            | Ciclista                  | Pos            |
| 101            | Floris De Tier (BEL)      | DNF            |
| 102            | Rémy Mertz (BEL)          | DNF            |
| 103            | Dimitri Peyskens (BEL)    | DNF            |
| 104            | Lennert Teugels (BEL)     | 27.            |
| 105            | Marco Tizza (ITA)         | 23.            |
| 106            | Luca Van Boven (BEL)      | DNF            |
| 107            | Aaron Van der Beken (BEL) | DNF            |

| Team Corratec COR | Team Corratec COR       | Team Corratec COR |
| ----------------- | ----------------------- | ----------------- |
| Num               | Ciclista                | Pos               |
| 111               | Valerio Conti (ITA)     | DNF               |
| 112               | Davide Baldaccini (ITA) | DNF               |
| 113               | Stefano Gandin (ITA)    | DNF               |
| 114               | Marco Murgano (ITA)     | DNF               |
| 115               | Jan Stöckli (SUI)       | DNF               |
| 116               | Veljko Stojnić (SRB)    | DNF               |
| 117               | Germán Tivani (ARG)     | 33.               |

| Eolo-Kometa EOK | Eolo-Kometa EOK           | Eolo-Kometa EOK |
| --------------- | ------------------------- | --------------- |
| Num             | Ciclista                  | Pos             |
| 121             | Lorenzo Fortunato (ITA)   | 26.             |
| 122             | Davide Bais (ITA)         | DNF             |
| 123             | Alessandro Fancellu (ITA) | DNF             |
| 124             | Andrea Garosio (ITA)      | DNF             |
| 125             | Francesco Gavazzi (ITA)   | 20.             |
| 126             | Davide Piganzoli (ITA)    | DNF             |
| 127             | Simone Raccani (ITA)      | DNF             |

| Lotto Dstny LTD | Lotto Dstny LTD           | Lotto Dstny LTD |
| --------------- | ------------------------- | --------------- |
| Num             | Ciclista                  | Pos             |
| 131             | Johannes Adamietz (GER)   | DNF             |
| 132             | Ramses Debruyne (BEL)     | 24.             |
| 133             | Arjen Livyns (BEL)        | DNF             |
| 134             | Sylvain Moniquet (BEL)    | 17.             |
| 135             | Mathijs Paasschens (NED)  | DNF             |
| 136             | Lennert Van Eetvelt (BEL) | NP              |
| 137             | Maxim Van Gils (BEL)      | DNF             |

| Team Novo Nordisk TNN | Team Novo Nordisk TNN | Team Novo Nordisk TNN |
| --------------------- | --------------------- | --------------------- |
| Num                   | Ciclista              | Pos                   |
| 141                   | Hamish Beadle (NZL)   | DNF                   |
| 142                   | Joonas Henttala (FIN) | DNF                   |
| 143                   | Declan Irvine (AUS)   | DNF                   |
| 144                   | Matyáš Kopecký (CZE)  | DNF                   |
| 145                   | Andrea Peron (ITA)    | DNF                   |
| 146                   | Umberto Poli (ITA)    | DNF                   |
| 147                   | Filippo Ridolfo (ITA) | DNF                   |

| Team Technipes #inEmiliaRomagna TER | Team Technipes #inEmiliaRomagna TER | Team Technipes #inEmiliaRomagna TER |
| ----------------------------------- | ----------------------------------- | ----------------------------------- |
| Num                                 | Ciclista                            | Pos                                 |
| 151                                 | Emanuele Ansaloni (ITA)             | DNF                                 |
| 152                                 | Davide Dapporto (ITA)               | DNF                                 |
| 153                                 | Romaric Forqués (FRA)               | DNF                                 |
| 154                                 | Andrea Innocenti (ITA)              | DNF                                 |
| 155                                 | Alessandro Monaco (ITA)             | DNF                                 |
| 156                                 | Martin Nessler (ITA)                | DNF                                 |
| 157                                 | Gabriele Petrelli (ITA)             | DNF                                 |

| General Store-Essegibi-F.lli Curia GEF | General Store-Essegibi-F.lli Curia GEF | General Store-Essegibi-F.lli Curia GEF |
| -------------------------------------- | -------------------------------------- | -------------------------------------- |
| Num                                    | Ciclista                               | Pos                                    |
| 161                                    | Michele Berasi (ITA)                   | DNF                                    |
| 162                                    | Tommaso Bergagna (ITA)                 | DNF                                    |
| 163                                    | Gianmarco Carpene (ITA)                | DNF                                    |
| 164                                    | Samuele Carpene (ITA)                  | DNF                                    |
| 165                                    | Carlo Francesco Favretto (ITA)         | DNF                                    |
| 166                                    | Kevin Pezzo Rosola (ITA)               | DNF                                    |
| 167                                    | Diego Ressi (ITA)                      | DNF                                    |

| Colpack-Ballan CPK | Colpack-Ballan CPK            | Colpack-Ballan CPK |
| ------------------ | ----------------------------- | ------------------ |
| Num                | Ciclista                      | Pos                |
| 171                | Luca Cretti (ITA)             | DNF                |
| 172                | Diego Bracalente (ITA)        | DNF                |
| 173                | Florian Samuel Kajamini (ITA) | DNF                |
| 174                | Sergio Meris (ITA)            | DNF                |
| 175                | Nicolas Milesi (ITA)          | DNF                |
| 176                | Pavel Novák (CZE)             | DNF                |
| 177                | Ronan O'Connor (IRL)          | DNF                |

| Biesse-Carrera BIE | Biesse-Carrera BIE         | Biesse-Carrera BIE |
| ------------------ | -------------------------- | ------------------ |
| Num                | Ciclista                   | Pos                |
| 181                | Michael Belleri (ITA)      | DNF                |
| 182                | Pierelis Belletta (ITA)    | DNF                |
| 183                | Riccardo Ciuccarelli (ITA) | DNF                |
| 184                | Anders Foldager (DEN)      | 30.                |
| 185                | Francesco Galimberti (ITA) | DNF                |
| 186                | Lorenzo Galimberti (ITA)   | DNF                |
| 187                | Giacomo Villa (ITA)        | DNF                |

| Beltrami TSA-Tre Colli BTC | Beltrami TSA-Tre Colli BTC | Beltrami TSA-Tre Colli BTC |
| -------------------------- | -------------------------- | -------------------------- |
| Num                        | Ciclista                   | Pos                        |
| 191                        | Andrea Biancalani (ITA)    | NP                         |
| 192                        | Matteo Freddi (ITA)        | DNF                        |
| 193                        | Thomas Pesenti (ITA)       | DNF                        |
| 194                        | Lucio Pierantozzi (ITA)    | DNF                        |
| 195                        | Andrea Piras (ITA)         | DNF                        |
| 196                        | Alex Raimondi (ITA)        | DNF                        |
| 197                        | Michael Vanni (ITA)        | DNF                        |

Convenções:
- AB-N: Abandono na etapa "N"
- FLT-N: Retiro por chegada fora do limite de tempo na etapa "N"
- NTS-N: Não tomou a saída para a etapa "N"
- DES-N: Desclassificado ou expulsado na etapa "N"

## UCI World Ranking
O Troféu Laigueglia outorgou pontos para o UCI World Ranking para corredores das equipas nas categorias UCI WorldTeam, UCI ProTeam e Continental. As seguintes tabelas são o barómetro de pontuação e os dez corredores que obtiveram mais pontos:
| Posição             | 1.º | 2.º | 3.º | 4.º | 5.º | 6.º | 7.º | 8.º | 9.º | 10.º | 11.º | 12.º | 13.º | 14.º | 15.º | 16.º-30.º | 31.º-40.º |
| Classificação geral | 200 | 150 | 125 | 100 | 85  | 70  | 60  | 50  | 40  | 35   | 30   | 25   | 20   | 15   | 10   | 5         | 3         |

| Classificação |                     |                          |       |
| Posição       | Ciclista            | Equipa                   | Geral |
| ------------- | ------------------- | ------------------------ | ----- |
| 1.º           | Nans Peters         | AG2R Citroën             | 200   |
| 2.º           | Andrea Vendrame     | AG2R Citroën             | 150   |
| 3.º           | Alessandro Covi     | UAE Emirates             | 125   |
| 4.º           | Lorenzo Rotaciona   | Intermarché-Circus-Wanty | 100   |
| 5.º           | Clément Champoussin | Arkéa Samsic             | 85    |
| 6.º           | Romain Grégoire     | Groupama-FDJ             | 70    |
| 7.º           | Alexander Cepeda    | EF Education-EasyPost    | 60    |
| 8.º           | Benoît Cosnefroy    | AG2R Citroën             | 50    |
| 9.º           | Diego Ulissi        | UAE Emirates             | 40    |
| 10.º          | Georg Zimmermann    | Intermarché-Circus-Wanty | 35    |